# Jimeno II Garcés di Navarra
Jimeno Garcés Jimeno anche in spagnolo, in galiziano, in aragonese e in portoghese, Ximeno in catalano e in basco (882 circa – 29 maggio 931), fu reggente per il nipote, García I Sánchez, ma fu l'effettivo re di Pamplona della dinastia Jimena, dal 925 al 931.

## Origine
Jimeno, secondo il codice di Roda, era il figlio secondogenito del co-regnante e poi reggente di Pamplona García II Jiménez e della sua seconda moglie, Dadildis di Pallars, sorella del Conte di Ribagorza e di Pallars, Raimondo I, nipote del conte Raimondo I di Tolosa.

García II Jiménez era figlio di Jimeno I Garcés (discendente di Íñigo Jiménez Arista) e della moglie, di cui non si conoscono né il nome né gli ascendenti, mentre secondo il codice di Roda era figlio di Jimeno ed era anche fratello di Iñigo I; anche En los albores del reino¿dinastía Iñiga?,¿dinastía Jimena? tratta la questione accettando che Íñigo e Garcia furono fratelli.

## Biografia
Dopo che suo padre, nell'882, alla battaglia di Lumbier, combattuta conto l'emiro di Cordova, Muḥammad I ibn ʿAbd al-Raḥmān, in cui morì il Re di Pamplona, García I Íñiguez, fu sconfitto, come riporta lo storico genealogista basco, Jean de Jaurgain (1842–1920), nel suo la Vasconie, mentre sul trono di Pamplona a Garcia I succedette il figlio Fortunato, già associato al trono dall'876, a suo padre, Garcia, succedette il fratellastro di Sancho, Íñigo, come co-regnante di Fortunato Garcés, che da poco era stato liberato dall'emiro di al-Andalus, Muḥammad I, dopo circa 20 anni di prigionia, come riporta lo storico medievalista navarro, José María Lacarra, nel suo Historia del Reino de Navarra en la Edad Media.
Jimeno, all'inizio del X secolo, sposò Sancha Aznárez (ca. 885-970), sorella  di Toda Aznárez e figlia di Aznar Sánchez, signore di Larraun, e di Oneca Fortúnez, la figlia del Re di Pamplona, Fortunato Garcés e di Oria. I loro discendenti furono dunque della dinastia Jimena, da parte di padre e della famiglia Arista per parte di madre.
Nel 905, il re Fortunato fu forzato a ritirarsi, monaco, nel monastero di Leire (il Libro della Regola del Monastero di Leire, compilato nel 1076, riporta che Fortunato arrivò da Cordova, succedette al padre, Garcia I, ma divenne monaco nel monastero di Leira, mentre, suo fratello, Sancho I Garcés con sua moglie Toda di Navarra, nipote di Fortunato, regnarono al suo posto, come riporta lo storico genealogista basco, Jean de Jaurgain (1842–1920), nel suo la Vasconie).
Nel 921, Jimeno viene citato, assieme al fratellastro, Íñigo, in un documento del fratello, Sancho, inerente una donazione di un terreno per la fondazione di un monastero. 

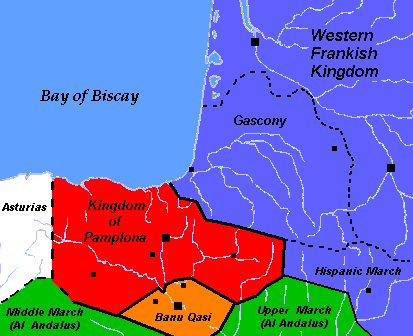
il Regno di Pamplona alla morte di Sancho I

Nel 924, come riporta la Gran enciclopedia catalana, suo fratello, Sancho, fondò il Monastero di San Martino di Albelda, come ringraziamento per tutte le vittorie riportate sui musulmani, e il documento n° 3 del Cartulario de Albelda, datato 5 gennaio 925, riporta di una donazione di Sancho e della moglie Toda, controfirmata da Jimeno assieme al fratellastro, Íñigo.
Suo fratello, Sancho morì a Resa, nella zona di Estella, l'11 dicembre 925, come riporta li codice di Roda, dopo 20 anni di regno; la morte di Sancho viene ricordata anche dalla Crónica de San Juan de la Peña, mentre l'anno della morte di Sancho viene riportato anche da Jaurgain.

A Sancho succedette il figlio García I Sánchez, sotto la reggenza della madre, Toda e dello zio Jimeno, che fece uso del titolo regale, come riporta Lacarra. Jimeno avrebbe dovuto essere solo reggente per il nipote, García I Sánchez, che al momento della successione era solo un bambino, ma si comportò da sovrano ed infatti viene annoverato tra i regnanti sia dal codice di Roda lo, che dalla Crónica de San Juan de la Peña.

Di quel periodo, ci è pervenuto un documento, inerente una donazione al Monastero di San Martíno di Albelda, in cui Jimeno è citato come regnante.
Mantenne il titolo sino alla morte, avvenuta, secondo il codice di Roda, il 29 maggio 931.
Alla sua morte, nella reggenza, sino al 933, il fratellastro suo e di Sancho, Íñigo II Garcés, affiancò la cognata Toda che poi la mantenne, da sola, sino al 934, anno in cui affiancò il figlio come co-regnante.

## Discendenza
Jimeno da Sancha ebbe tre o quattro figli::
- García Jiménez, che uccise la madre e a sua volta fu assassinato[8]
- Sancho Jiménez, che sposò Quissilo, figlia di García, conte di Bailo[8]
- Dadildis Jiménez, che sposò Musa Aznárez di Aragona[8], wali di Huesca (nipote del conte d'Aragona, Aznar II )
- Munia (Nunilo) Jimémez, che, verso il 910, sposò il re delle Asturie, Fruela II, come conferma il documento n° XIII dell'appendix della España sagrada, Volume 37[22].

Ebbe anche un figlio illegittimo:
- García Jiménez, che morì a Cordova[8].

## Ascendenza
|                            |   |        | Genitori |  |  | Nonni |  |  | Bisnonni              |  |  | Trisnonni          |  |
|                            |   |        |          |  |  |       |  |  | Garcia I di Guascogna |  |  | Semen di Guascogna |  |
|                            |   |        |          |  |  |       |  |  | Garcia I di Guascogna |  |  | Semen di Guascogna |  |
|                            |   | Onneca |          |  |  |       |  |  | Garcia I di Guascogna |  |  |                    |  |
| Jimeno I Garcés            |   |        |          |  |  |       |  |  | Garcia I di Guascogna |  |  |                    |  |
|                            |   | …      | …        |  |  |       |  |  |                       |  |  |                    |  |
|                            |   | …      | …        |  |  |       |  |  |                       |  |  |                    |  |
|                            |   | …      | …        |  |  |       |  |  |                       |  |  |                    |  |
| García II Jiménez          |   | …      |          |  |  |       |  |  |                       |  |  |                    |  |
|                            |   | …      | …        |  |  |       |  |  |                       |  |  |                    |  |
|                            |   | …      | …        |  |  |       |  |  |                       |  |  |                    |  |
|                            |   | …      | …        |  |  |       |  |  |                       |  |  |                    |  |
| …                          |   | …      |          |  |  |       |  |  |                       |  |  |                    |  |
|                            |   | …      | …        |  |  |       |  |  |                       |  |  |                    |  |
|                            |   | …      | …        |  |  |       |  |  |                       |  |  |                    |  |
|                            |   | …      | …        |  |  |       |  |  |                       |  |  |                    |  |
| Jimeno I Garcés di Navarra |   | …      |          |  |  |       |  |  |                       |  |  |                    |  |
|                            | … | …      |          |  |  |       |  |  |                       |  |  |                    |  |
|                            | … | …      |          |  |  |       |  |  |                       |  |  |                    |  |
|                            | … | …      |          |  |  |       |  |  |                       |  |  |                    |  |
| …                          | … |        |          |  |  |       |  |  |                       |  |  |                    |  |
|                            |   | …      | …        |  |  |       |  |  |                       |  |  |                    |  |
|                            |   | …      | …        |  |  |       |  |  |                       |  |  |                    |  |
|                            |   | …      | …        |  |  |       |  |  |                       |  |  |                    |  |
| Dadildis di Pallars        |   | …      |          |  |  |       |  |  |                       |  |  |                    |  |
|                            |   | …      | …        |  |  |       |  |  |                       |  |  |                    |  |
|                            |   | …      | …        |  |  |       |  |  |                       |  |  |                    |  |
|                            |   | …      | …        |  |  |       |  |  |                       |  |  |                    |  |
| …                          |   | …      |          |  |  |       |  |  |                       |  |  |                    |  |
|                            |   | …      | …        |  |  |       |  |  |                       |  |  |                    |  |
|                            |   | …      | …        |  |  |       |  |  |                       |  |  |                    |  |
|                            |   | …      | …        |  |  |       |  |  |                       |  |  |                    |  |
|                            |   | …      |          |  |  |       |  |  |                       |  |  |                    |  |

### Fonti primarie
- (LA)  Textos navarros del Códice de Roda Archiviato il 31 gennaio 2021 in Internet Archive..
- (ES)  Crónica de San Juan de la Peña.
- (LA)  Cartulario de Albelda.
- (LA)  España sagrada, Volume 37.

### Letteratura storiografica
- (ES)  #ES En los albores del reino¿dinastía Iñiga?,¿dinastía Jimena?.
- (FR)  #ES La Vasconie.
- (ES)  #ES Historia del Reino de Navarra en la Edad Media.
- (ES)  #ES Historia política del reino de Navarra Archiviato il 2 febbraio 2023 in Internet Archive..